# 今福駅
今福駅（いまぶくえき）は、長崎県松浦市今福町東免にある、松浦鉄道西九州線の駅である。
駅近くの神社や商店街のイベントの愛称としても親しまれている「今より福の生ずる処」の愛称が松浦鉄道により当駅に付けられている。

## 歴史
- 1930年（昭和5年）10月1日：鉄道省伊万里線（後の松浦線）の駅として開設[1]。
- 1970年（昭和45年）10月1日：貨物取扱廃止[1]。
- 1987年（昭和62年）4月1日：国鉄分割民営化に伴い、JR九州松浦線の駅となる[1]。
- 1988年（昭和63年）4月1日：第三セクター松浦鉄道へ転換、同社西九州線の駅となる[1]。同時に無人駅化。
- 2015年（平成27年）5月11日：駅愛称が「今より福の生ずる処」に決定[2]。

## 駅構造

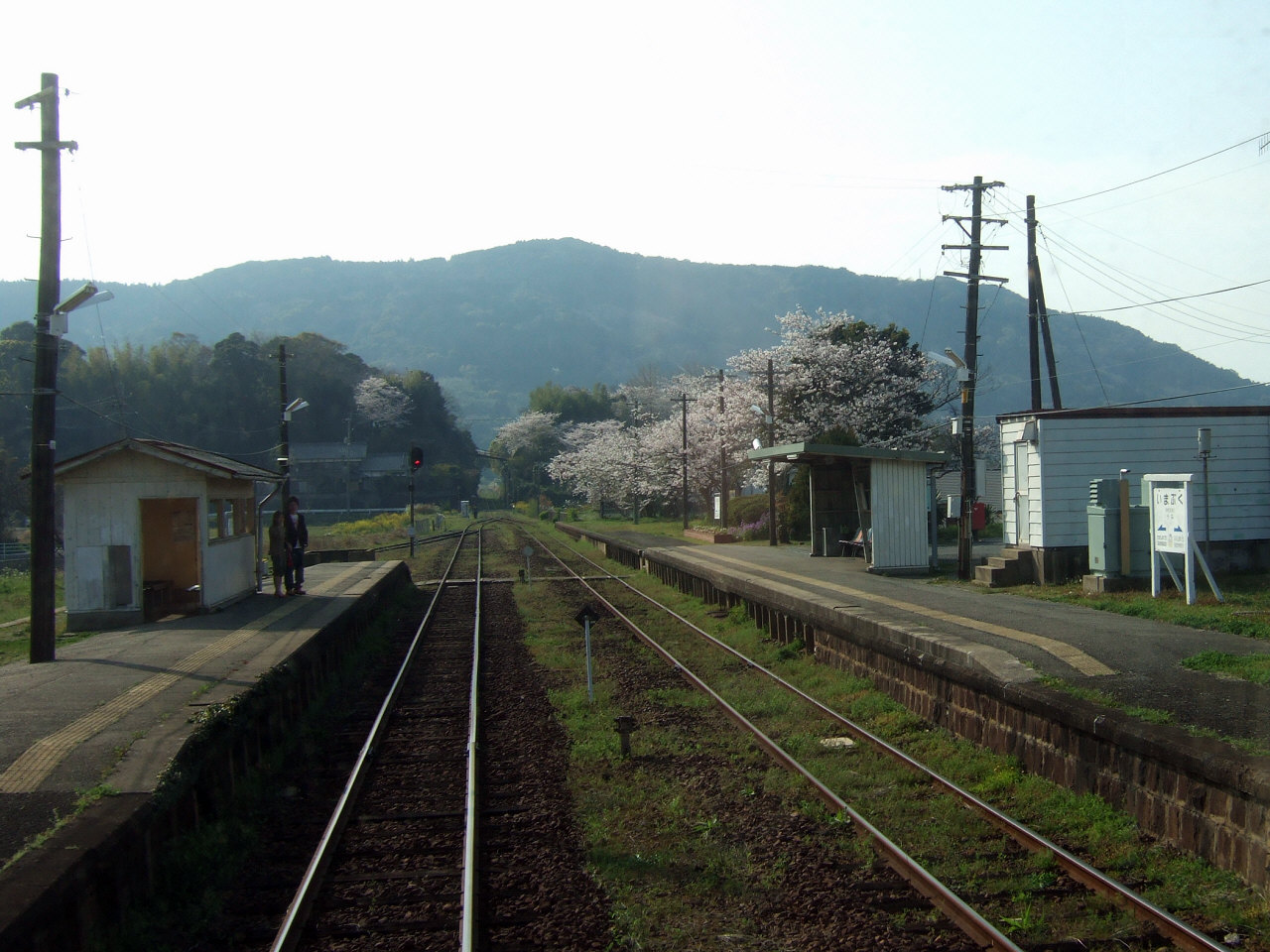
駅構内（2008年4月）

島式ホームと単式ホームの計2面3線を有する列車交換可能な地上駅。うち1線は使用されていないため、実質相対式ホーム2面2線として運用されている。両ホームは構内踏切で連絡している。
無人駅。駅舎は無いが、待合室が設置されている。

### のりば
| ホーム | 路線      | 方向 | 行先                                 | 備考 |
| ------ | --------- | ---- | ------------------------------------ | ---- |
| 北側   | ■西九州線 | 上り | 伊万里方面                           |      |
| 南側   | ■西九州線 | 下り | 松浦・たびら平戸口・佐々・佐世保方面 |      |

※案内上ののりば番号は設定されていない。

## 利用状況
近年の1日平均乗車人員の推移は以下の通り。
| 乗車人員推移 | 乗車人員推移 |
| 年度         | 1日平均人数  |
| ------------ | ------------ |
| 1988年       | 293          |
| 1989年       |              |
| 1998年       |              |
| 1990年       |              |
| 1991年       |              |
| 1992年       |              |
| 1993年       |              |
| 1994年       |              |
| 1995年       |              |
| 1996年       |              |
| 1997年       |              |
| 1998年       | 265          |
| 1999年       | 334          |
| 2000年       | 356          |
| 2001年       | 262          |
| 2002年       | 267          |
| 2003年       | 264          |
| 2004年       | 254          |
| 2005年       | 240          |
| 2006年       | 214          |
| 2007年       | 182          |
| 2008年       | 169          |
| 2009年       | 137          |
| 2010年       | 105          |
| 2011年       |              |
| 2012年       |              |
| 2013年       |              |
| 2014年       |              |
| 2015年       |              |
| 2016年       |              |
| 2017年       | 47           |

## 駅周辺
今福の町並みのほぼ外れに位置している。
- 松浦市立今福小学校
- 松浦市立今福中学校
- 今福保育所
- 松浦市役所今福支所
- 今福郵便局
- 国道204号

## 隣の駅
松浦鉄道
■西九州線
福島口駅 - 今福駅 - 鷹島口駅